# Großdeutschland

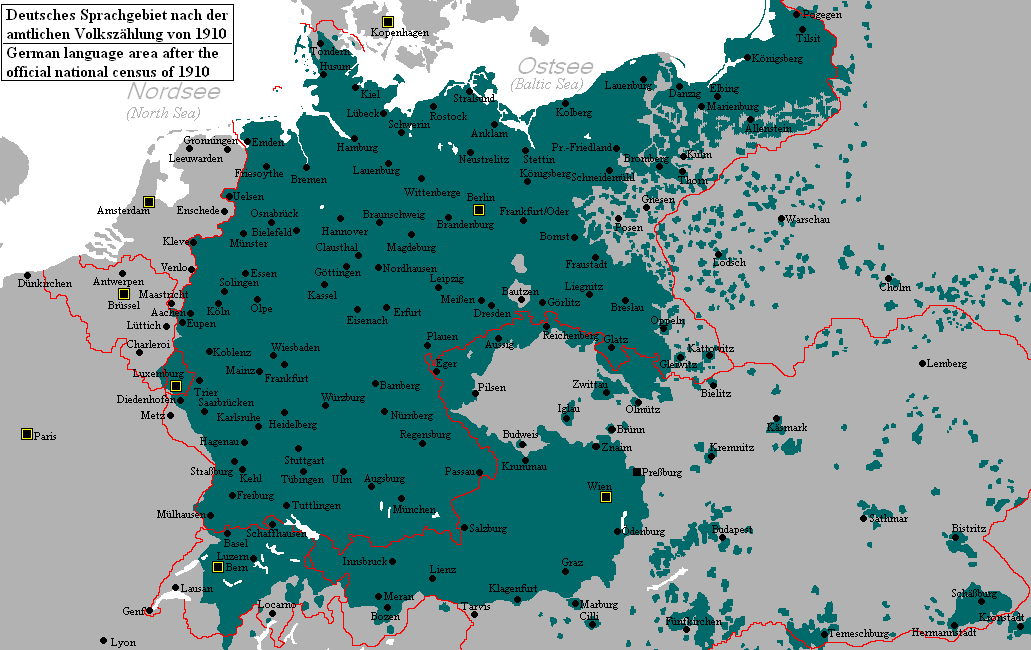
Aree di lingua tedesca nel 1910

Großdeutschland (dal tedesco: Grande Germania), o, più propriamente, Großdeutsche Lösung (dal tedesco: Soluzione grande-tedesca) è un termine usato nel XIX secolo, quando la Germania era divisa in decine di stati indipendenti, che si riferiva al concetto di creare un unico grande stato tedesco, raggruppando tutte le popolazioni di origine tedesca, in contrapposizione al Kleindeutsche Lösung, soluzione piccolo-tedesca, nella quale si escludevano i territori e le popolazioni dell'allora Impero austriaco.

## L'idea politica
Il concetto di una «Grande Germania» nacque nel XIX secolo, quando alcuni pensatori teorizzarono la creazione di un unico stato che raggruppasse la Germania e l'Austria sotto la guida degli Asburgo, con Vienna come capitale; in contrapposizione alla nascente Germania prussiana, ritenuta una "Piccola Germania" (Kleindeutschland). 
Con la creazione dell'Impero tedesco del 1871, che non includeva l'Austria, l'ostentata soluzione di una Kleindeutschland si concretizzò. Uno dei principali ostacoli alla creazione di una "Grande Germania" risiedeva nella presenza di un'alta percentuale di popoli Slavi nell'Impero austriaco (Polacchi, Cechi, Slovacchi, Ucraini, Sloveni, Croati e Serbi) che non parlavano tedesco e che non desideravano rientrare in questo progetto geo-politico. In particolare i Cechi della Boemia-Moravia-Slesia, rifiutarono espressamente questa idea già nel 1848. Inoltre la politica espansiva della Prussia non avrebbe mai ammesso di rinunciare al ruolo centrale che si era ritagliata cedendo la sovranità agli Asburgo e la scelta di Vienna come capitale dello stato.

## L'idea nazionalsocialista

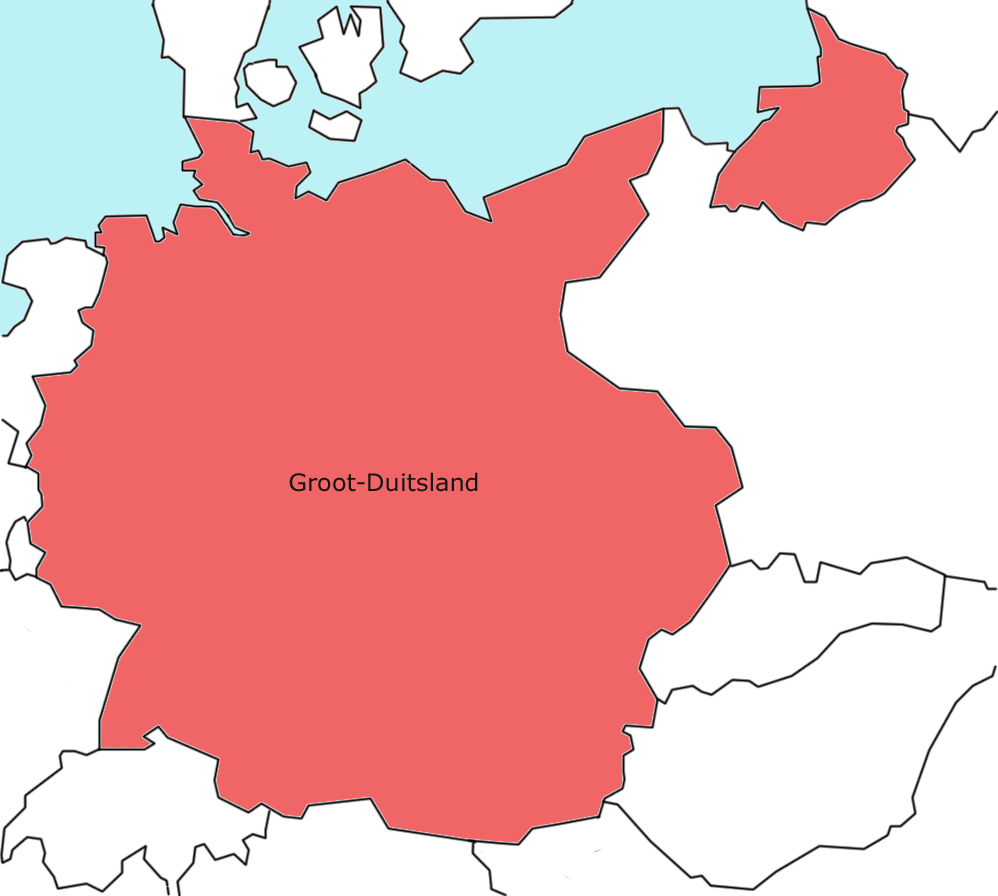
La Germania nell'agosto del 1939 (per semplicità, il territorio in rosso include anche il Protettorato di Boemia e Moravia, formalmente non incorporato al resto del Reich)

Il Großdeutsches Reich nel 1943

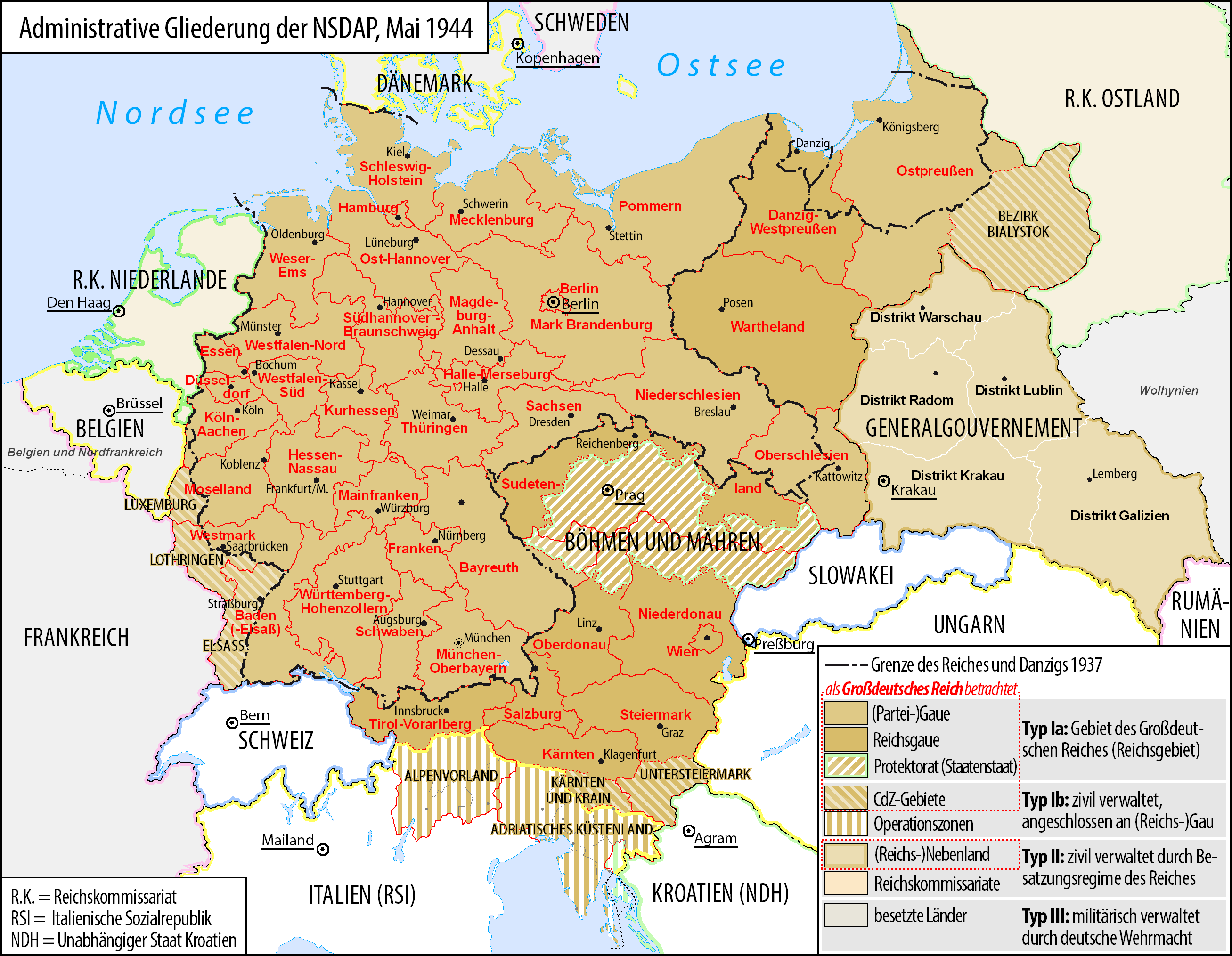
Il Großdeutsches Reich nel 1944

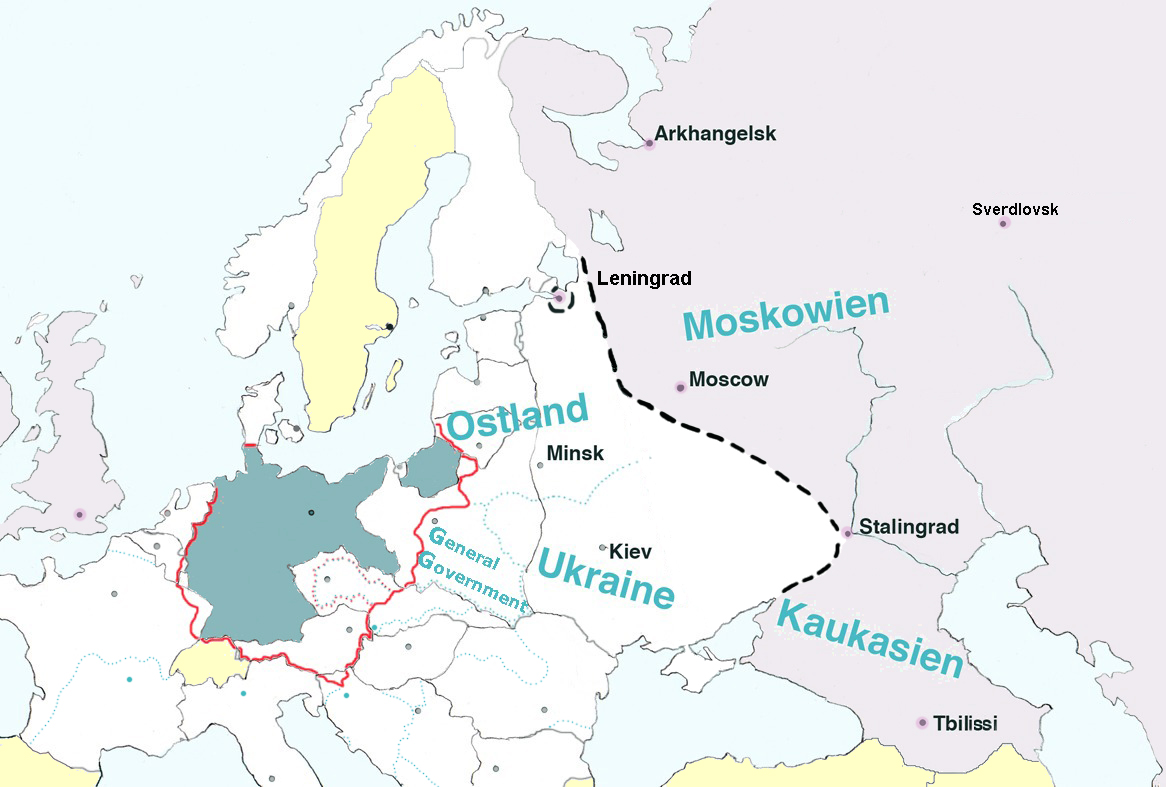
Mappa dell'Europa con in confini del 1937 con i dettagli del Generalplan Ost (piano generale per l'oriente)

Dopo la presa del potere del nazismo nel 1933 uno dei progetti dichiarati di Hitler era quello di riunire in un unico grande stato tutte le popolazioni di origine tedesca; da qui iniziò l'espansione militare e territoriale: dopo la riannessione della Saar con un plebiscito popolare (il sì per il ricongiungimento ottenne 445 000 voti, contro 48 000) e posto fine alla smilitarizzazione della Renania imposta alla Germania dai vincitori della Grande Guerra, le mire tedesche si diressero verso l'Austria. L'annessione (Anschluss) dell'Austria al Deutsches Reich (Reich tedesco) nel 1938 costituì a tutti gli effetti un'annessione territoriale di uno Stato sovrano, anche se formalmente fu il governo di Vienna, sulla base di una legge approvata dal parlamento, a chiederla, esattamente come accadrà alla Repubblica Democratica Tedesca nel 1990. Essa venne successivamente sancita con un plebiscito popolare che rafforzò Hitler: il 99,7% degli aventi diritto espresse al 99,6% un voto favorevole al fatto compiuto. 
Successivamente Hitler accentuò la pressione sul governo cecoslovacco servendosi delle rivendicazioni della popolazione tedesca dei Sudeti, che ormai aderiva largamente al nazionalsocialismo. La conferenza di Monaco (29-30 settembre 1938), che vide anche la partecipazione di Mussolini, del primo ministro francese Daladier e del premier britannico Chamberlain, si chiuse con un accordo di facciata, che venne spacciato come soluzione "per una generazione" al problema di una incombente guerra europea e che per Hitler fu uno smacco. Tra il 1º e il 10 ottobre le truppe tedesche entrarono nel territorio dei Sudeti, strappando così alla repubblica cecoslovacca un territorio importante dal punto di vista economico e militare ma abitato da tre milioni di tedeschi che costituivano allora il secondo gruppo etnico della Cecoslovacchia dopo i cechi e prima degli slovacchi. 
La richiesta di ottenere la restituzione di Danzica, che era stata separata dalla Germania in seguito al trattato di Versailles, divenne poi la causa scatenante della seconda guerra mondiale. 
Invadendo la Polonia nel 1939, il Terzo Reich si annetté la Città Libera di Danzica, tutte le terre che l'Impero tedesco aveva ceduto alla ricostituita Polonia nel 1919-1922 secondo il trattato di Versailles (ovvero il "Corridoio di Danzica", la Prussia Occidentale, la Posnania e parti dell'Alta Slesia) e il territorio di Zichenau (Ciechanów in polacco).
Questi territori si estendevano per 94000 km² e contavano una popolazione di circa 9 500 000 persone (82% polacchi, 11% tedeschi, 7% altri). Circa un milione di polacchi furono espulsi da quest'area, mentre 600 000 tedeschi dell'Europa orientale e 400 000 del Reich tedesco si insediarono nella regione.
Vennero poi riannesse alla Germania l'Alsazia e Lorena, cedute dalla Francia in seguito all'armistizio del giugno 1940, i territori di Eupen, Malmedy e Moresnet dal Belgio e il Lussemburgo, nonché alcune regioni della Slovenia settentrionale (parte della Carniola e Stiria Inferiore, abitate da una popolazione mista, tedesca e slovena). 
Dopo l'attacco contro l'Unione Sovietica, nel giugno 1941, anche il distretto di Białystok venne annesso al Reich.
Con la creazione della RSI all'interno delle gerarchie del Reich nacque l'idea di annettersi come minimo l'Alto Adige, ma Goebbels propose di comprendere nella Grande Germania perfino tutto il Veneto, con la motivazione che per un certo periodo era stato sotto il controllo austriaco ed al suo interno contava minoranze germaniche. Nel settembre 1943 vennero costituite le Zone d'Operazione (OZ) Adriatisches Küstenland ("Litorale Adriatico", comprendente le province italiane di Udine, Gorizia, Trieste, Pola, Fiume e Lubiana) e Alpenvorland ("Prealpi", costituita dalle provincie italiane di Trento, Bolzano e Belluno); l'obiettivo era di controllare i valichi alpini e i collegamenti sud-orientali con il Reich. Accanto a interessi strategici erano forti gli interessi di gruppi di pressione, rispettivamente in Tirolo e in Carinzia, che puntavano a reinserire popolazioni etnicamente e/o culturalmente tedesche entro i confini del Reich. Ad ogni modo, le due ZO, destinate all'annessione al Reich, vennero sottoposte rispettivamente al Gauleiter tirolese Franz Hofer e al suo collega carinziano Friedrich Rainer.
Dopo l'Anschluss e in connessione con le successive vaste annessioni territoriali, il Reich tedesco cominciò ad essere ridenominato informalmente Großdeutsches Reich (letteralmente "Reich grande-tedesco", cioè "della Grande Germania"; spesso anche reso in italiano genericamente come "Grande Reich tedesco"). Tale nuova denominazione fu resa vincolante con un decreto del ministro capocancelliere del Reich, Hans Heinrich Lammers, del 26 giugno 1943, ma non fu mai formalmente adottata a livello di atto costituzionale.
Se gli eventi bellici l'avessero permesso, si sarebbe dovuto inoltre procedere all'annessione per «affinità razziali» degli interi Paesi Bassi e di una parte del Belgio (grossomodo tutto il Belgio settentrionale, dal confine con i Paesi Bassi fino allo sbocco sul mare, compresa la città di Bruxelles ma escluse le aree francofone di Liegi e Charleroi), forse previa «germanizzazione» (Eindeutschung) o «ri-germanizzazione» (Wiedereindeutschung). Tale proposito era motivato da argomentazioni di natura etnico-razziale che facevano perno sulle affinità dei tedeschi con le popolazioni fiamminghe e nederlandesi. Aleggiava inoltre una generica idea di ripristinare una sorta di «Reich grande-tedesco», che avrebbe collegato le affinità etniche con il retaggio storico dell'Impero carolingio.
La politica d'occupazione tedesca nel Belgio e nei Paesi Bassi aveva una sostanziale moderazione nel trattare la popolazione e nel riconoscerle alcuni spazi di libertà. Sullo sfondo di questa scelta vi erano varie motivazioni: da un lato preoccupazioni di natura internazionale (anche in considerazione delle ripercussioni negative che per la Germania aveva avuto il brutale trattamento dei belgi nella prima guerra mondiale), dall'altro la volontà di non premere eccessivamente sulla popolazione in modo da indurla a continuare a lavorare. 
Sarebbe stata annessa alla Germania anche una vasta zona della Francia orientale. Il nuovo confine occidentale del Reich sarebbe dovuto partire dalla foce della Somme; correndo verso sud avrebbe lambito la regione parigina e la Champagne fino alle Argonne, comprendendo poi parte della Borgogna e l'intera Franca Contea.
Probabilmente sarebbero stati annessi al Grande Reich Tedesco anche i cantoni tedescofoni della Svizzera (vedere operazione Tannenbaum) e tutti i Paesi della Scandinavia, vale a dire Norvegia e Danimarca, occupate durante la guerra, e anche la Svezia, neutrale ma dove non mancavano simpatie naziste (anche se il Partito Nazionalsocialista dei Lavoratori svedese fondato negli anni '30 con nome e simboli uguali a quelli del nazismo tedesco non raggiunse mai neppure l'1% alle elezioni politiche). 
Con il Generalplan Ost, i nazisti stavano programmando anche la possibile colonizzazione dell'intera Europa orientale, compresi gli attuali stati di Polonia, Lettonia, Lituania, Estonia, Bielorussia e Ucraina, tutta la Russia Europea, il Caucaso e parte del Kazakistan occidentale fino ai Monti Urali e l'Antartide.